# A WILL
『A WILL』（ア ウィル）は、日本のロックバンド・LUNA SEAの8枚目のオリジナルアルバム。2013年12月11日に発売された。

## 概要
7枚目のアルバム『LUNACY』以来13年5ヶ月ぶりで、REBOOT後としては初のオリジナルアルバムである。初回限定盤は通常版含む4形態で発売。
「合宿で曲を作る」というバンドの原点回帰の元、アルバム作りはスタートした。アルバムタイトルの「A WILL」は、RYUICHIによる提案で、「1つの意志」、ないし、未来に向けての「遺書」という意味が込められている。
シングルのうち「PROMISE」（配信限定）、「THE ONE -crash to create-」は未収録となった。

## プロモーション
- 11月9日：アルバムタイトル・収録曲・発売日・発売形態発表。
- 11月13日：ジャケット写真が公開。
- 11月23日：「A WILL シークレット先行視聴会」が開催。
- 11月27日：日本テレビ系列『ベストアーティスト2013』に出演。「I for You」を披露。
- 12月1日：日本テレビ系列『LIVE MONSTER』に出演。「乱」、「STORM」を披露。
- 12月4日：フジテレビ系列『FNS歌謡祭 2013』に出演。「ROSIER」を披露。
- 12月5日：「LUNA SEA×TOWER RECORDS presents A WILL」がタワーレコード渋谷店にて開催。
- 12月7日：フジテレビ系列『MUSIC FAIR』に出演。「乱」を披露。

## 楽曲解説
1. Anthem of Light
Jによると、終幕前の最後のシングル「LOVE SONG」に収録されている「INTO THE SUN」へのアンサーソングであり、リズムもあえて近いビートが使われている[3]。
2. Rouge
Jがリズムアレンジをしている[2]。16作目のシングルの2曲目。「GOODYEAR EAGLE LS EXE」CMソング。
わずかにシングルと違っており、表記はないがアルバムバージョンで収録。
3. The End of the Dream
16枚目のシングルの1曲目。
わずかにシングルと違っており、表記はないがアルバムバージョンで収録。
4. MARIA
歌詞はRYUICHIとINORANの共作。2010年の「REBOOT」ツアーの東京ドーム公演で初披露された曲。
歌詞・アレンジが発表当初とは変更されている。
5. Glowing
これまでのLUNA SEAにはなかった3連のエイトビートの曲で、Jは「今のLUNA SEAがやったら絶対、カッコよくなる曲を！」と思いながら作ったとのこと[2]。
6. 乱
18作目のシングル曲。テレビ朝日系ドラマ『都市伝説の女』第2期オープニングテーマ。ドラムソロは、SUGIZOが真矢にリクエストする形で作られた[2]。
シングルには無かったイントロが付いており、表記はないがアルバムバージョンで収録。
7. absorb
原曲の段階ではほとんど骨組だけで、INORANは真矢に「ドラムは好きに叩いてくれ」と伝えた[2]。
8. Metamorphosis
SUGIZOによると、この曲は「ハードコアやスピードメタルの体を成したプログレ」だという[4]。仮タイトルは「ACID FAST」[4]。
9. 銀ノ月
2010年の「REBOOT」ツアーの東京ドーム公演で初披露された「Days of Repetition」の改題曲。原曲は終幕の頃には存在していたが当時のLUNA SEAでは完成させることが出来なかったので温めてあった。
歌詞・アレンジが発表当初とは変更されている。
10. Thoughts
17作目のシングル曲。オンラインアクションRPG「マスター オブ カオス」CMソング。
11. Grace
曲の最後はストリングスの演奏のみでフェードアウトし、1曲目の「Anthem of Light」に繋がっていくように構成されている[3]。

## 収録曲
通常盤・初回限定盤
| 全作詞・作曲・編曲: LUNA SEA。 |                                 |          |            |      |
| #                              | タイトル                        | 作詞     | 作曲・編曲 | 時間 |
| 1.                             | 「Anthem of Light」(J原曲)      | LUNA SEA | LUNA SEA   | 4:16 |
| 2.                             | 「Rouge」(SUGIZO原曲)           | LUNA SEA | LUNA SEA   | 4:29 |
| 3.                             | 「The End of the Dream」(J原曲) | LUNA SEA | LUNA SEA   | 4:01 |
| 4.                             | 「MARIA」(INORAN原曲)           | LUNA SEA | LUNA SEA   | 5:28 |
| 5.                             | 「Glowing」(J原曲)              | LUNA SEA | LUNA SEA   | 4:29 |
| 6.                             | 「乱」(SUGIZO原曲)              | LUNA SEA | LUNA SEA   | 4:30 |
| 7.                             | 「absorb」(INORAN原曲)          | LUNA SEA | LUNA SEA   | 6:21 |
| 8.                             | 「Metamorphosis」(SUGIZO原曲)   | LUNA SEA | LUNA SEA   | 5:48 |
| 9.                             | 「銀ノ月」(SUGIZO原曲)          | LUNA SEA | LUNA SEA   | 5:35 |
| 10.                            | 「Thoughts」(INORAN原曲)        | LUNA SEA | LUNA SEA   | 4:08 |
| 11.                            | 「Grace」(J原曲)                | LUNA SEA | LUNA SEA   | 5:11 |
| 合計時間:                      | 合計時間:                       | 54:16    |            |      |

初回盤発売形態
| #  | タイトル                                | 作詞 | 作曲・編曲 |
| -- | --------------------------------------- | ---- | ---------- |
| 1. | 「The End of the Dream」(MUSIC VIDEO)   |      |            |
| 2. | 「Rouge」(MUSIC VIDEO)                  |      |            |
| 3. | 「Thoughts」(MUSIC VIDEO)               |      |            |
| 4. | 「乱」(MUSIC VIDEO)                     |      |            |
| 5. | 「The End of the Dream/Rouge」(TV SPOT) |      |            |
| 6. | 「Thoughts」(TV SPOT)                   |      |            |
| 7. | 「乱」(TV SPOT)                         |      |            |

アナログ盤サイズ SPECIAL PACKAGE / ※ユニバーサルストア限定販売。
| 全作詞・作曲・編曲: LUNA SEA。 |                                 |          |            |      |
| #                              | タイトル                        | 作詞     | 作曲・編曲 | 時間 |
| 1.                             | 「Anthem of Light」(J原曲)      | LUNA SEA | LUNA SEA   | 4:16 |
| 2.                             | 「Rouge」(SUGIZO原曲)           | LUNA SEA | LUNA SEA   | 4:29 |
| 3.                             | 「The End of the Dream」(J原曲) | LUNA SEA | LUNA SEA   | 4:01 |
| 合計時間:                      | 合計時間:                       | 12:46    |            |      |

| 全作詞・作曲・編曲: LUNA SEA。 |                       |          |            |      |
| #                              | タイトル              | 作詞     | 作曲・編曲 | 時間 |
| 1.                             | 「MARIA」(INORAN原曲) | LUNA SEA | LUNA SEA   | 5:28 |
| 2.                             | 「Glowing」(J原曲)    | LUNA SEA | LUNA SEA   | 4:29 |
| 3.                             | 「乱」(SUGIZO原曲)    | LUNA SEA | LUNA SEA   | 4:30 |
| 合計時間:                      | 合計時間:             | 14:27    |            |      |

| 全作詞・作曲・編曲: LUNA SEA。 |                               |          |            |      |
| #                              | タイトル                      | 作詞     | 作曲・編曲 | 時間 |
| 1.                             | 「absorb」(INORAN原曲)        | LUNA SEA | LUNA SEA   | 6:21 |
| 2.                             | 「Metamorphosis」(SUGIZO原曲) | LUNA SEA | LUNA SEA   | 5:48 |
| 合計時間:                      | 合計時間:                     | 12:09    |            |      |

| 全作詞・作曲・編曲: LUNA SEA。 |                          |          |            |      |
| #                              | タイトル                 | 作詞     | 作曲・編曲 | 時間 |
| 1.                             | 「銀ノ月」(SUGIZO原曲)   | LUNA SEA | LUNA SEA   | 5:35 |
| 2.                             | 「Thoughts」(INORAN原曲) | LUNA SEA | LUNA SEA   | 4:08 |
| 3.                             | 「Grace」(J原曲)         | LUNA SEA | LUNA SEA   | 5:11 |
| 合計時間:                      | 合計時間:                | 14:54    |            |      |

## 評価
市川哲史は「『新しい音楽を創造するぜ!』的な力みも、『LUNA SEA様の再降臨だぁ!』的な高揚もなかった。要は見事な『LUNA SEA:40代バージョン』である」「LUNA SEAが結成以来24年目にして作った最もロックバンドらしいアルバム」と評している。